# Venusia distrigaria
Venusia distrigaria là một loài bướm đêm trong họ Geometridae.